# Copertura lineare
In matematica, e più precisamente in algebra lineare, la copertura lineare o span lineare di un insieme di vettori di uno spazio vettoriale è il sottospazio vettoriale ottenuto dall'intersezione di tutti i sottospazi contenenti tale insieme. La copertura lineare è l'insieme costituito da tutte le possibili combinazioni lineari finite di un insieme di vettori di uno spazio vettoriale, ed è pertanto chiamato "sottospazio vettoriale generato" da essi. Si dice che tali vettori costituiscono un insieme di generatori per tale spazio.

## Definizione
Sia {\displaystyle V} uno spazio vettoriale su un campo {\displaystyle K}. Sia {\displaystyle S} un insieme di vettori (non necessariamente finito) di {\displaystyle V}. Una copertura lineare dei vettori di {\displaystyle S} è il sottospazio vettoriale:
{\displaystyle \mathrm {Span} (S):=\{a_{1}\mathbf {v} _{1}+\cdots +a_{n}\mathbf {v} _{n}\ |\ a_{1},\ldots ,a_{n}\in K,\mathbf {v} _{1},\ldots ,\mathbf {v} _{n}\in S\}.}
Si dimostra che si tratta del sottospazio generato dai vettori stessi, ossia il sottoinsieme di {\displaystyle V} formato da tutte le possibili combinazioni lineari finite nel campo considerato. Se il numero di vettori di {\displaystyle S} è finito ed è uguale alla dimensione del sottospazio generato, allora essi sono linearmente indipendenti, ossia l'insieme di generatori che formano è una base del sottospazio.
La copertura lineare è, in altre parole, il sottospazio vettoriale più piccolo fra tutti quelli che contengono {\displaystyle S}, essendo contenuto in ciascun sottospazio contenente i vettori in {\displaystyle S}.

## Chiusura
La trasformazione di un insieme di vettori di {\displaystyle V} nel sottospazio da loro generato, cioè la funzione {\displaystyle \mathrm {Span} }, costituisce un esempio di funzione di chiusura. Come per tutte queste funzioni di insieme, vale la seguente proprietà di isotonia: se {\displaystyle S} e {\displaystyle T} sono insiemi di vettori di {\displaystyle V} tali che {\displaystyle S\subset T}, allora:
{\displaystyle {\rm {Span}}(S)\subseteq {\rm {Span}}(T).}
In particolare, se {\displaystyle S=\{\mathbf {v} _{1},\ldots ,\mathbf {v} _{n}\}} e {\displaystyle T=\{\mathbf {v} _{1},\ldots ,\mathbf {v} _{n},\mathbf {v} _{n+1}\}} è ottenuto da {\displaystyle S} aggiungendo un vettore {\displaystyle \mathbf {v} _{n+1}}, il sottospazio generato può restare invariato o diventare più esteso. Il sottospazio resta invariato se e solo se il vettore {\displaystyle \mathbf {v} _{n+1}} è già contenuto in questo, cioè:
{\displaystyle {\textrm {Span}}(\mathbf {v} _{1},\ldots ,\mathbf {v} _{n+1})={\textrm {Span}}(\mathbf {v} _{1},\ldots ,\mathbf {v} _{n})}
se e solo se:
{\displaystyle \mathbf {v} _{n+1}\in {\textrm {Span}}(\mathbf {v} _{1},\ldots ,\mathbf {v} _{n}).}

## Basi e dimensione
Un insieme di vettori è una base del sottospazio che genera se e solo se questi sono linearmente indipendenti. Se i vettori non sono indipendenti, esiste un loro sottoinsieme formato da vettori indipendenti: un sottoinsieme di questo tipo può essere trovato tramite l'algoritmo di estrazione di una base.
Da quanto appena detto segue quindi che la dimensione di un sottospazio generato da {\displaystyle n} vettori è al più {\displaystyle n}, ed è proprio {\displaystyle n} se e solo se questi sono indipendenti.

## Esempi

### Nel piano
In {\displaystyle \mathbb {R} ^{2}}, i vettori {\displaystyle (1,2)} e {\displaystyle (2,4)} sono dipendenti. Il loro span quindi ha dimensione minore di due, e infatti è una retta. Formalmente si scrive {\displaystyle {\rm {Span}}\{(1,2),(2,4)\}={\rm {Span}}\{(1,2)\}}. I vettori {\displaystyle (1,2)} e {\displaystyle (2,1)} invece sono indipendenti, e perciò il loro span è uno spazio di dimensione 2 dentro {\displaystyle \mathbb {R} ^{2}}: uno spazio di dimensione {\displaystyle n} ha solo sé stesso come sottospazio di dimensione {\displaystyle n}, e perciò {\displaystyle {\rm {Span}}\{(1,2),(2,1)\}=\mathbb {R} ^{2}}.

### Nello spazio
In {\displaystyle \mathbb {R} ^{3}}, i vettori {\displaystyle (1,2,3)}, {\displaystyle (4,-2,1)}, {\displaystyle (3,-4,-2)} sono dipendenti, perché l'ultimo è la differenza dei primi due. Si hanno quindi {\displaystyle {\rm {Span}}\{(1,2,3),(4,-2,1),(3,-4,-2)\}={\rm {Span}}\{(1,2,3),(4,-2,1)\}}, e poiché questi due vettori sono indipendenti, sono una base del loro span che ha dimensione 2, ossia è un piano.